# Nitra nad Ipľom
Nitra nad Ipľom, do roku 1948 jen Nitra (maď. Ipolynyitra), je obec na Slovensku v okrese Lučenec. Obec se nachází v jihovýchodní části Lučenské kotliny, podcelku Jihoslovenské kotliny, na obou březích řeky Ipeľ. Střed obce je v nadmořské výšce 185 m n. m. a je 11 kilometrů od Lučence. Při sčítání lidu v roce 2011 měla Nitra nad Ipľom 345 obyvatel, z toho 230 Romů, 54 Slováků, 41 Maďarů a jednoho Čecha. 19 obyvatel neuvedlo žádné údaje o etnické příslušnosti.

## Historie
První písemná zmínka o obci je z roku 1350. Vyvinula se ze starého osídlení, patřila Fiľakovskému panství. Obyvatelstvo se zabývalo zemědělstvím. V roce 1820 dvě třetiny obce vyhořely. Od roku 1911 se zde nacházel gejzír, ze kterého minerální voda (27 °C) z hloubky 516 m každých 30 sekund stříkala do výšky 30 metrů, v srpnu roku 1930 ale aktivita gejzíru ustala. V letech 1938 až 1944 bylo území obce připojeno k Maďarsku. Až do roku 1990 patřila k sousední obci Holiša, kde je také nejbližší železniční zastávka, a to na železniční trati Zvolen–Košice.

## Pamětihodnosti
- Římskokatolický kostel sv. Uršuly, jednolodní barokně-klasicistní stavba z roku 1823 se segmentově ukončeným presbytářem a představenou věží.[7]